# Johann Jacob Bach III
Johann Jacob Bach (ur. 9 lutego 1682 w Eisenach, zm. 27 kwietnia 1722 w Sztokholmie) – oboista, flecista, brat Johanna Sebastiana.

## Życiorys
Urodził się 9 lutego 1682 jako syn Johanna Ambrosiusa Bacha i Marii Elisabeth Lemmerhirt. Po śmierci ojca w 1695 trafił wraz z Johannem Sebastianem pod opiekę najstarszego brata Johanna Christopha, mieszkającego w Erfurcie, który uczył ich muzyki. Niespełna rok później powrócił do Eisenach, gdzie odbywał praktyki czeladnicze u następcy swojego ojca a także grał w orkiestrze miejskiej.
W 1704 wstąpił do wojska szwedzkiego króla Karola XII jako oboista. W 1709 brał udział w bitwie pod Połtawą. Następnie uciekł na dwór osmański w Konstantynopolu, gdzie uczył się gry na flecie u Pierre'a Gabriela Buffardina. Około 1712 powrócił do Szwecji i do śmierci w 1722 piastował stanowisko nadwornego muzyka kapeli królewskiej w Sztokholmie.
Johann Sebastian w 1704 skomponował Capriccio B-dur sopra la lontananza del fratello dilettissimo (BWV 992, wł. Kaprys B-dur na oddalenie najukochańszego brata), prawdopodobnie w nawiązaniu do wyjazdu na obczyznę Johanna Jacoba.